# Gershwin Piano Quartet
Das Gershwin Piano Quartet ist ein Musikensemble aus der Schweiz. Die Formation besteht aus vier Pianisten, die auf vier Konzertflügeln spielen. Benannt ist das Quartett nach dem US-amerikanischen Komponisten George Gershwin, dessen Werke den Hauptbestandteil des Repertoires des Ensembles bilden.

## Geschichte
Gegründet wurde das Ensemble 1996 von dem Schweizer Pianisten André Desponds (* 1958). Zu Beginn gehörten dazu noch Nik Bärtsch (* 1971), Stefan Wirth (* 1975) und Marlis Walter (* 1976). Neben André Desponds und Stefan Wirth, die nach wie vor dabei sind, gehören dem Quartett seit 2007 Benjamin Engeli (* 1978) und Mischa Cheung (* 1984) an.
Der Schwerpunkt der Auftritte des Quartetts liegt in der Schweiz und in Deutschland. Es ist aber auch mehrfach in anderen europäischen Ländern aufgetreten und hat Konzertreisen in außereuropäische Länder unternommen, z. B. 2009 nach China, 2010 nach Dubai, 2011 nach Brasilien und in den Libanon. Für 2013 ist eine Reihe von 12 Konzerten im Rahmen des Schweizer Tourneetheaters Das Zelt vorgesehen.

## Arrangements
Da es kaum Werke für vier Klavierflügel gibt, geht das Ensemble von Orchesterstücken oder Liedern aus und entwickelt auf deren Basis Arrangements für vier Flügel. Bei diesen Arrangements wird die räumliche Verteilung der Stimmen berücksichtigt. Neue klangliche Möglichkeiten werden ausgenutzt wie z. B. das Anschlagen der Saiten im Klavier mit weichen Schlägeln oder Glissandi mit den Fingern direkt auf den Saiten.
Daneben improvisiert das Quartett auch klassische Werke. Aus einem Thema von Astor Piazzolla wurde eine Fuge zusammengestellt, bei der auch Holzblöcke als Perkussionsinstrumente verwendet werden. George Gershwin als Namensgeber des Quartetts steht somit auch für die Verbindung von klassischer Komposition und Jazz-Improvisation.

## Repertoire
Das Repertoire umfasst sämtliche Werke von George Gershwin. Im Laufe der Zeit kamen Werke weiterer Komponisten hinzu. Dazu zählen u. a.
- Vocalise und Tarantella von Sergei Rachmaninow
- La Valse von Maurice Ravel
- Petruschka von Igor Strawinsky
- Drei Stücke aus Leutnant Kishe von Sergei Prokofjew
- Night and Day von Cole Porter
- West Side Story von Leonard Bernstein

Im Programm ist jeder der Pianisten zudem mit einem Solostück vertreten.

## Diskografie
- 1999: Playing on 4 Pianos (Jecklin Edition)
- 2010: Gershwin Piano Quartet CD (Eigenverlag)[11]
- 2010: be.four (ZHdK Records, CD & DVD)[12]
- 2012: Edition Klavier-Festival Ruhr Volume 29 (darin drei Musikstücke)[13]
- 2018: Transatlantiques (Sony)